# Albanie aux Jeux olympiques d'hiver de 2010
Cet article contient des informations sur la participation et les résultats de l'Albanie aux Jeux olympiques d'hiver de 2010 à Vancouver au Canada. Elle était représentée par un athlète.

## Cérémonies d'ouverture et de clôture

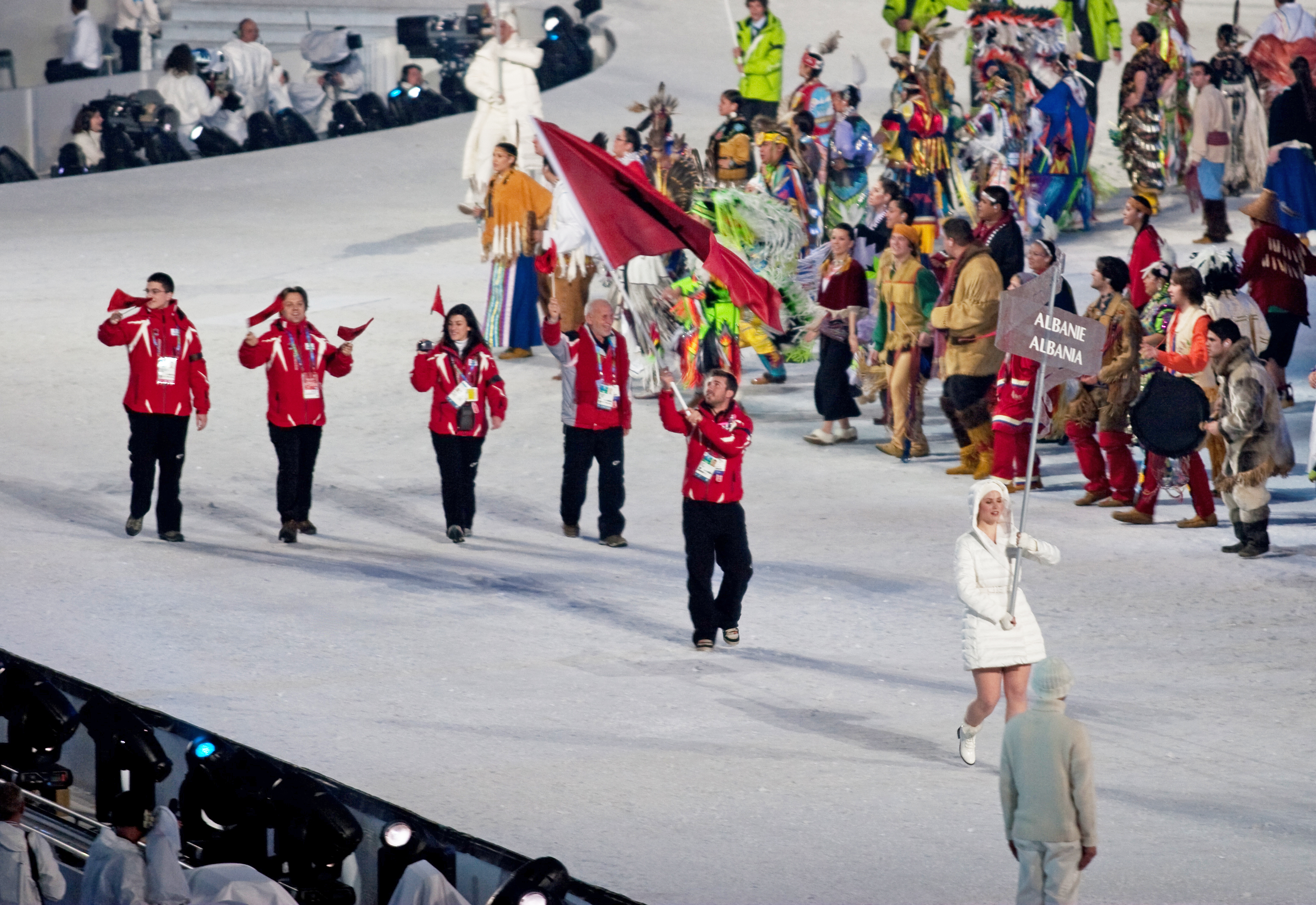
Entrée de la délégation albanaise lors de la cérémonie d'ouverture.

Comme cela est de coutume, la Grèce, berceau des Jeux olympiques, ouvre le défilé des nations, tandis que le Canada, en tant que pays organisateur, ferme la marche. Les autres pays défilent par ordre alphabétique. L'Albanie est la deuxième des 82 délégations à entrer dans le BC Place Stadium de Vancouver au cours du défilé des nations durant la cérémonie d'ouverture, après la Grèce et avant l'Algérie. Cette cérémonie est dédiée au lugeur géorgien Nodar Kumaritashvili, mort la veille après une sortie de piste durant un entraînement. Le porte-drapeau du pays est le skieur alpin Erjon Tola.
Lors de la cérémonie de clôture qui se déroule également au BC Place Stadium, les porte-drapeaux des différentes délégations entrent ensemble dans le stade olympique et forment un cercle autour du chaudron abritant la flamme olympique. Comme lors de la cérémonie d'ouverture, le drapeau albanais est porté par Erjon Tola.

## Ski alpin
| Nom         | Épreuve      | 1re manche | 2e manche | Total   | Rang |
| ----------- | ------------ | ---------- | --------- | ------- | ---- |
| Erjon Tola, | Slalom       | 1:33.94    | 1:09.94   | 2:43.88 | 48   |
| Erjon Tola, | Slalom géant | 1:27.57    | 1:31.70   | 2:59.27 | 63   |

## Diffusion des Jeux en Albanie
Les Albanais peuvent suivre les épreuves olympiques en regardant la chaîne nationale RTV, du groupe Radio Televizioni Shqiptar, ainsi que sur le câble et le satellite sur Eurosport. Eurosport et Eurovision permettent d'assurer la couverture médiatique albanaise sur Internet.